# Leucoptera onobrychidella
Leucoptera onobrychidella là một loài bướm đêm thuộc họ Lyonetiidae. Nó được tìm thấy ở Pháp to Ba Lan và Hungary.
Ấu trùng ăn Onobrychis arenaria, Onobrychis sativa và Onobrychis viciifolia. Chúng ăn lá nơi chúng làm tổ. 